# Лютая (приток Порусьи)
Лю́тая — река в Поддорском районе Новгородской области России. Левый приток Порусьи. Протяжённость реки 40 км. Площадь водосборного бассейна — 179 км².
Берёт своё начало в верховом болоте Краснодубское. Высота истока — 88 м над уровнем моря. Впадает в Порусью недалеко от деревни Векшино Поддорского района, где пересекается автодорогой Старая Русса — Холм. Высота устья — 43,4 м над уровнем моря. Русло извилисто.
Притоки: левый — канава Новая, правый — Малый.
Река протекает через деревни Андрюшино, Ямно, Дубовая, Ручьи, Новая Деревня, Зеленково, Лускарево, Горушка, Гривы, Векшино Поддорского сельского поселения.